# Airinė Palšytė
Airinė Palšytė (ur. 13 lipca 1992 w Kownie) – litewska lekkoatletka, specjalizująca się w skoku wzwyż.

## Osiągnięcia
- 4. miejsce podczas mistrzostw świata juniorów młodszych (Bressanone 2009)
- 2. miejsce w zawodach I ligi drużynowych mistrzostw Europy (Budapeszt 2010)
- srebrny medal mistrzostw świata juniorów (Moncton 2010)
- 2. lokata w II lidze drużynowych mistrzostw Europy (Nowy Sad 2011)
- wicemistrzostwo Europy juniorek (Tallinn 2011)
- srebrny medal uniwersjady 2011
- 9. miejsca podczas Mistrzostw Europy (Helsinki 2012)
- 11. miejsce podczas igrzysk olimpijskich (Londyn 2012)
- srebrny medal młodzieżowych mistrzostw Europy (Tampere 2013)
- 12. miejsce podczas mistrzostw świata (Moskwa 2013)
- 13. miejsca podczas Mistrzostw Europy (Zurych 2014)
- 4. miejsce podczas halowych mistrzostw Europy (Praga 2015)
- złoty medal uniwersjady 2015
- 4. miejsce podczas halowych mistrzostw świata (Portland 2016)
- srebrny medal podczas Mistrzostw Europy (Amsterdam 2016)
- 13. miejsce na igrzyskach olimpijskich (Rio de Janeiro 2016)
- złoty medal halowych mistrzostw Europy (Belgrad 2017)
- 7. miejsce na mistrzostwach świata (Londyn 2017)
- złoty medal uniwersjady 2017
- 4. miejsce na mistrzostwach Europy (Berlin 2018)
- brązowy medal halowych mistrzostw Europy (Glasgow 2019)
- 1. miejsce w zawodach II ligi drużynowych mistrzostw Europy (Stara Zagora 2021)
- 4. miejsce w zawodach II dywizji drużynowych mistrzostw Europy[a] (Chorzów 2023)
- wielokrotna złota medalistka mistrzostw Litwy

## Rekordy życiowe
- skok wzwyż (stadion) – 1,98 (2014); rekord Litwy
- skok wzwyż (hala) – 2,01 (2017); rekord Litwy